# Янурусово (Ішимбайський район)
Януру́сово (рос. Янурусово, башк. Йәнырыҫ) — село у складі Ішимбайського району Башкортостану, Росія. Адміністративний центр Янурусовської сільської ради.
Населення — 748 осіб (2010; 896 в 2002).
Національний склад:
- башкири — 67%
- татари — 31%

## Видатні уродженці
- Рахімгулова Фаузія Абдуллівна — башкирська письмениця і поетеса.